# Ali-Sabieh flygplats
Ali-Sabieh Airport är en flygplats i Djibouti.   Den ligger i regionen Ali Sabieh, i den södra delen av landet, 70 km sydväst om huvudstaden Djibouti. Ali-Sabieh Airport ligger 711 meter över havet.
Terrängen runt Ali-Sabieh Airport är kuperad åt sydväst, men åt nordost är den platt. Runt Ali-Sabieh Airport är det ganska glesbefolkat, med 22 invånare per kvadratkilometer. Närmaste större samhälle är Ali Sabieh, 2,5 km norr om Ali-Sabieh Airport. Trakten runt Ali-Sabieh Airport är ofruktbar med lite eller ingen växtlighet.